# II plan pięcioletni (Polska)

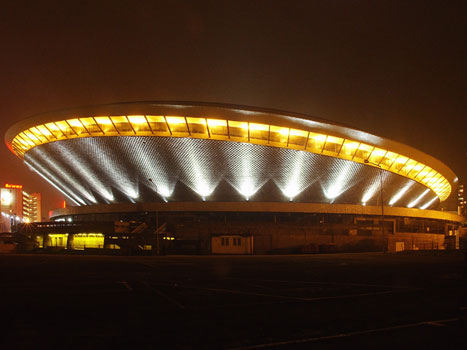
Spodek w Katowicach

II plan pięcioletni (1961–1965) – czwarty w historii PRL plan gospodarczy. 17 lutego 1961 roku Sejm zatwierdził założenie drugiego planu pięcioletniego (Dz.U. z 1961 nr 11 poz. 58). Planowane wielkości były prawie identyczne z przyrostami osiągniętymi w trakcie pierwszej pięciolatki. Przyjęta strategia gospodarcza opierała się na wzroście inwestycji i zwiększeniu zatrudnienia. Wybrana droga rozwoju wymagała coraz większych nakładów, a efekty były niewspółmierne do zaangażowanych środków. Taki system zarządzania gospodarką w istotny sposób hamował postęp technologiczno – cywilizacyjny. U progu lat sześćdziesiątych bardzo pomyślne wyniki dały prowadzone od lat badania geologiczne. Odkryto złoża węgla brunatnego, siarki i rud miedzi.
Efektem inwestycji drugiej pięciolatki był rozwój bazy surowcowo – energetycznej. Rozpoczęto budowę kopalni odkrywkowej węgla brunatnego w Turoszowie i w Koninie, rozbudowano Rybnicki Okręg Węglowy. W szybkim tempie rozwijał się przemysł chemiczny. W Płocku powstawała rafineria pracująca na dostawach radzieckiej ropy naftowej dzięki rurociągowi „Przyjaźń”, w Puławach zakłady azotowe.
Wzrastało wydobycie surowców: węgla, węgla brunatnego i siarki. Rosła produkcja przemysłu maszynowego. Tempo wzrostu produkcji dóbr konsumpcyjnych było prawie o połowę mniejsze od tempa wzrostu produkcji środków produkcji. Pogorszyło to znacznie sytuację na rynku wewnętrznym.
W 1962 roku kierownictwo PZPR podjęło opublikowaną uchwałę o konieczności całkowitej kolektywizacji rolnictwa do roku 1980. Zrezygnowano z tych zamierzeń na skutek narastających w rolnictwie trudności, popierano natomiast „kółka rolnicze”. W latach 1962 i 1964 nastąpił znaczny spadek produkcji roślinnej, a w 1963 roku pogłowia trzody chlewnej. Załamanie się produkcji rolnej było rezultatem nieurodzaju i niedoinwestowania tej dziedziny gospodarki. Spadały nakłady na przemysł włókienniczy i skórzany.
Wzrost inwestycji w przemyśle odbił się niekorzystnie na budownictwie mieszkaniowym. Wprawdzie liczba oddawanych mieszkań była większa, ale obniżono jakość i normy powierzchni – ślepe kuchnie.
Władysław Gomułka na kongresie związków zawodowych musiał przyznać, że sytuacja gospodarcza jest trudna. W listopadzie 1963 roku dokonano korekty planu pięcioletniego tzw. "manewr gospodarczy” polegający na ograniczeniu poziomu inwestycji, zamrożenie rozpoczętych robót, a uzyskane środki przeznaczono na rozwój rolnictwa. Spowodowało to przejściową poprawę sytuacji rynkowej co skłoniło władze do ponownego zwiększenia nakładów na inwestycje.
Drugi plan pięcioletni nie został w pełni zrealizowany ani w przemyśle środków konsumpcji, ani w rolnictwie. Wolniej, niż zakładano rósł dochód narodowy i produkcja rolna.
Następnym planem gospodarczym PRL-u był III plan pięcioletni.